# توماس كوت
توماس كوت (بالبولندية: Tomasz Kot)‏ هو ممثل بولندي، ولد في 21 أبريل 1977 في بولندا.

## وصلات خارجية
- توماس كوت على موقع IMDb (الإنجليزية)
- توماس كوت على موقع ألو سيني (الفرنسية)
- توماس كوت على موقع أول موفي (الإنجليزية)
- توماس كوت على موقع قاعدة بيانات الفيلم (الإنجليزية)
- توماس كوت على موقع كينوبويسك (الروسية)